# Pavel Janák

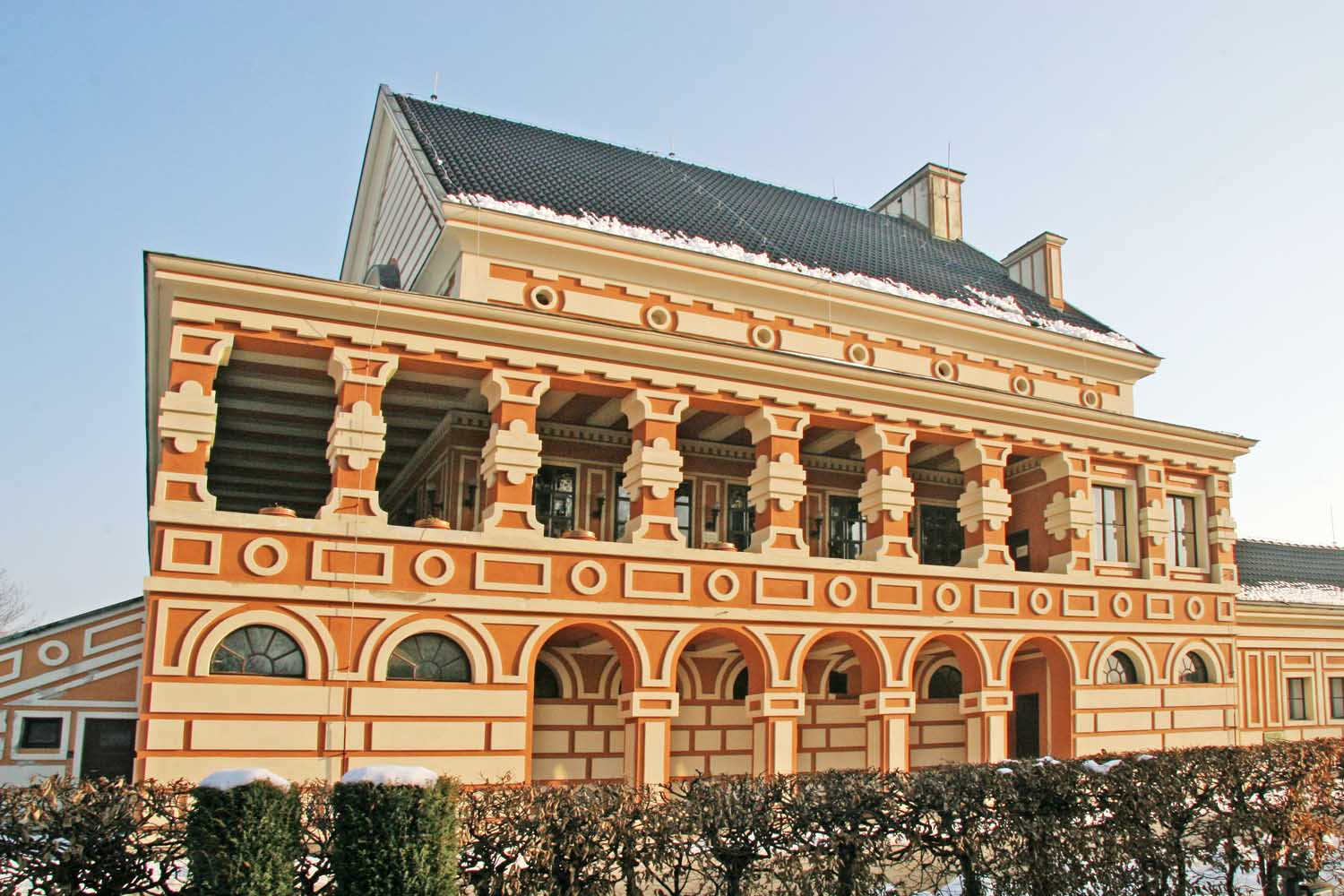
Het crematorium in Pardubice

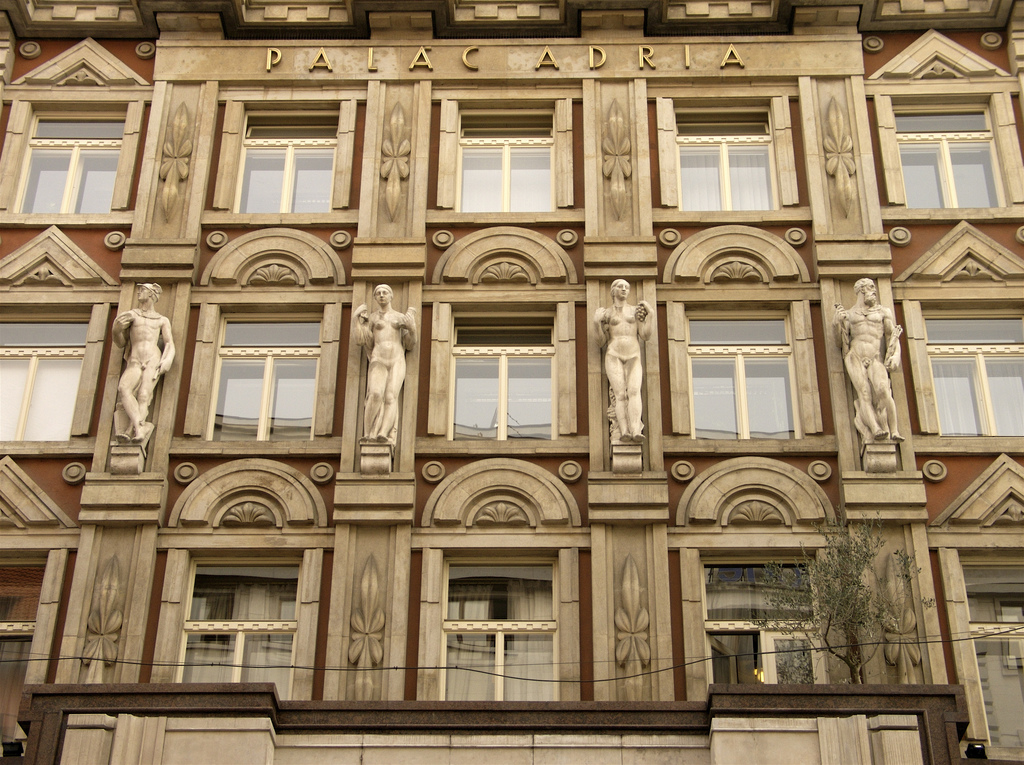
Het Adriapaleis in Praag

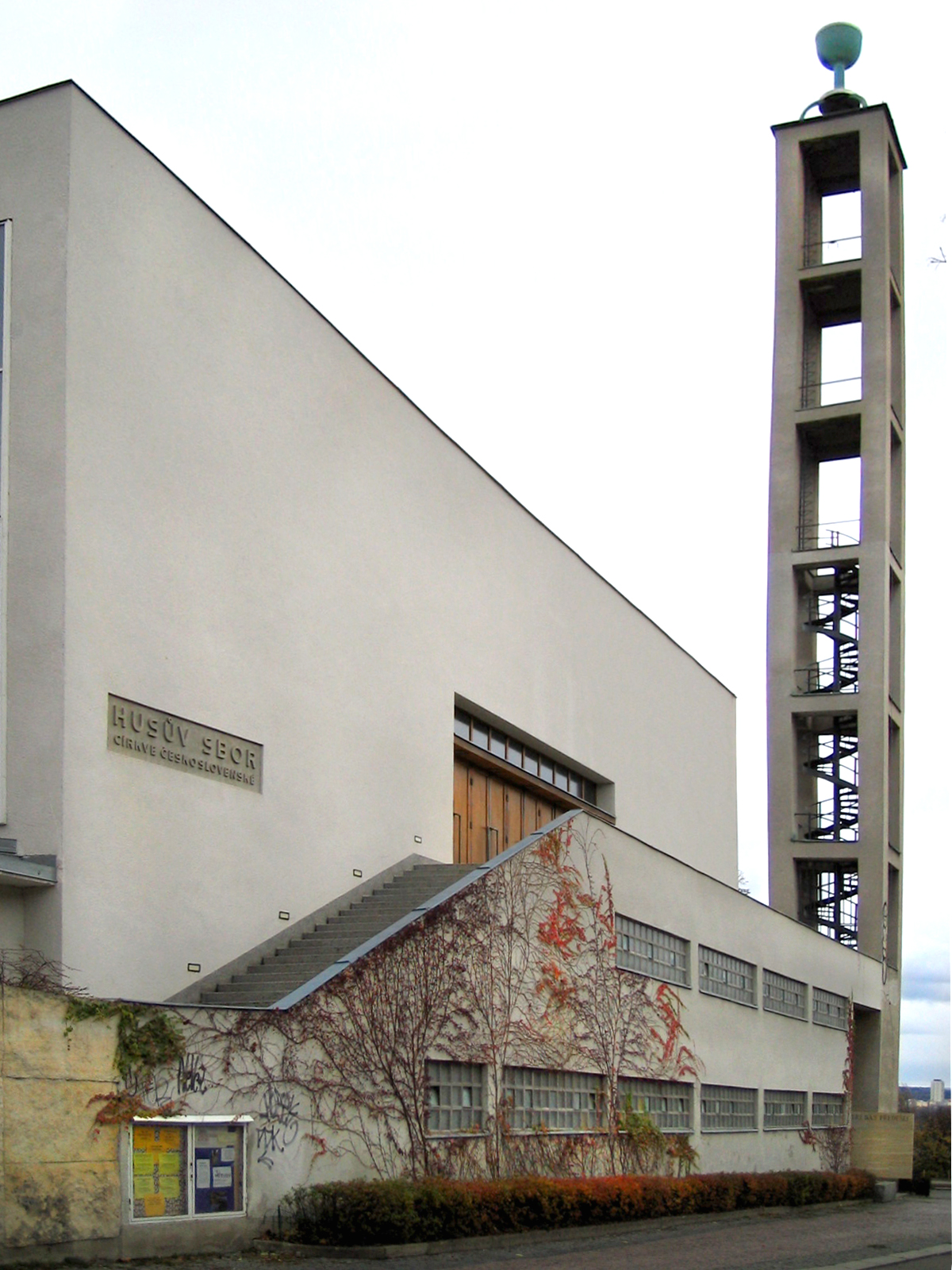
Hussietenkerk in Praag-Vinohrady

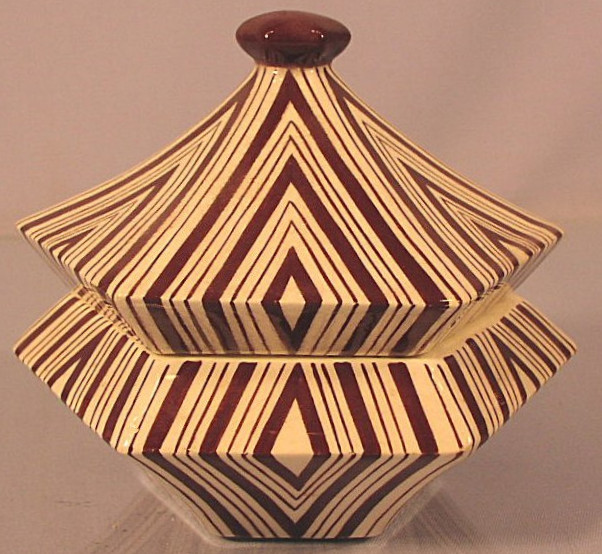
Omstreeks 1920 voor Artěl vervaardigd keramiek

Pavel Janák (Praag, 12 maart 1881 – Praag, 1 augustus 1956) was een Tsjechisch architect en ontwerper. Als leerling van Otto Wagner werd hij na 1910 een van de voornaamste vertegenwoordigers van het Tsjechisch kubisme, waarvan hij de belangrijkste ideoloog was en waaruit hij vanaf 1918 de "nationale stijl", het rondokubisme, ontwikkelde. Zijn bekendste gebouwen, het Praagse Adriapaleis en het crematorium van Pardubice, behoren tot deze stroming. Als ontwerper maakte hij naam met kubistisch keramiek en meubilair.

## Leven en werk
Janák voltooide zijn architectuuropleiding vanaf 1906 bij Otto Wagner aan de Academie van beeldende kunsten in Wenen, waarna hij in 1908 in Praag in dienst trad bij diens leerling Jan Kotěra. In hetzelfde jaar behoorde hij tot de oprichters van het atelier Artěl. In 1909 kreeg hij de opdracht voor de Praagse Hlávkabrug. De piramidevormige sokkels voor de door Jan Štursa vervaardigde beelden op dit bouwwerk wijzen vooruit naar Janák latere kubisme.
In 1910 en 1911 zette Janák zijn programma uiteen in twee invloedrijke essays: het eerste, Van moderne architectuur tot architectuur, verscheen in Styl en het tweede, Prisma en piramide (Hranol a pyramida), in Volné směry, het tijdschrift van de kunstenaarsvereniging Mánes. Zijn streven luidde dat de zielloze materie met plastische vormen diende te worden bedwongen. Daartoe was een derde dimensie noodzakelijk. Deze opvatting leidde tot de kristalachtige vormen die hij in eerste instantie vooral in zijn serviezen en meubilair tot uitdrukking bracht.
In 1911 verliet Janák met zijn geestverwanten Mánes om verder te gaan als Skupina výtvarných umělců (Groep van Beeldend Kunstenaars, kortweg: Skupina). Een jaar later behoorde hij tot de oprichters van de Praagse Kunstateliers (Pražské Umělecké Dílny, PUD), naar model van de Wiener Werkstätte.
Het huis Fara in Pelhřimov is het voornaamste bouwwerk uit Janáks kubistische periode: het is een mengeling van een barok origineel met kubistische vormen. Pas na de Eerste Wereldoorlog, toen de jonge republiek Tsjecho-Slowakije op zoek was naar een nationale stijl, kwamen Janáks opmerkelijkste gebouwen tot stand. Door aan te knopen bij volksmotieven en deze sterk uit te vergroten ontwikkelde Janák samen met Josef Gočár het rondokubisme. De doorgaans kleurrijke gebouwen in deze stijl, die steeds voorzien zijn van ronde bogen, missen de dynamiek van het oorspronkelijke Tsjechische kubisme.
Na het crematorium van Pardubice, dat in 1923 gereedkwam, bouwde Janák tussen 1922 en 1925 samen met Josef Zasche het Praagse kantoor van de Italiaanse verzekeringsmaatschappij Réunione Adriatica di Sicurta. Dit exuberante Adriapaleis vormde het sluitstuk van het rondokubisme en tevens een steen des aanstoots voor de modernisten. Janáks latere bouwwerken kregen een soberder karakter, te beginnen met het Škodapaleis, eveneens in Praag.
In 1921 volgde Janák de Sloveen Jože Plečnik op als professor aan de Hogere Kunstnijverheidsschool (VŠUP).
Als voorzitter van de Tsjechische Werkbund organiseerde Janák in 1932 de laatste van de zes grote Midden-Europese Werkbund-tentoonstellingen. Van de modelwoningen in de Praagse Baba-wijk ontwierp Janák er zelf drie. Inmiddels paste Janák hier, en ook in zijn Praagse Hussietenkerk uit dezelfde periode, de functionalistische principes van zijn voormalige critici toe.
Vanaf 1936 had Janák, wederom als opvolger van Plečnik, de supervisie over de restauratie van de Praagse burcht, waarmee hij zich tot lang na de Tweede Wereldoorlog zou bezighouden.

## Selectie van werken
- 1908-1912: Hlávkabrug (Hlávkův most), Praag-Karlín (met František Mencl)
- 1913: Huis Fara (Fárův dům), Pelhřimov (aanpassing bestaand barokhuis)
- 1921-1922: Villa Horovský, Praag-Hodkovicky
- 1921-1923: Crematorium, Pardubice
- 1922-1925: Adriapaleis (Palác Adria), Praag (met Josef Zasche)
- 1923-1926: Škodapaleis (Škodův palác), Praag
- 1927-1930: Hotel Juliš, Praag
- 1928-1932: Modelwoonwijk Baba, Praag (als hoofdarchitect; tevens modelwoningen Janák, Dovolil en Lindová)
- 1932-1935: Hussietenkerk (Husův sbor), Praag-Vinohrady